# 霍夏爾姆峰

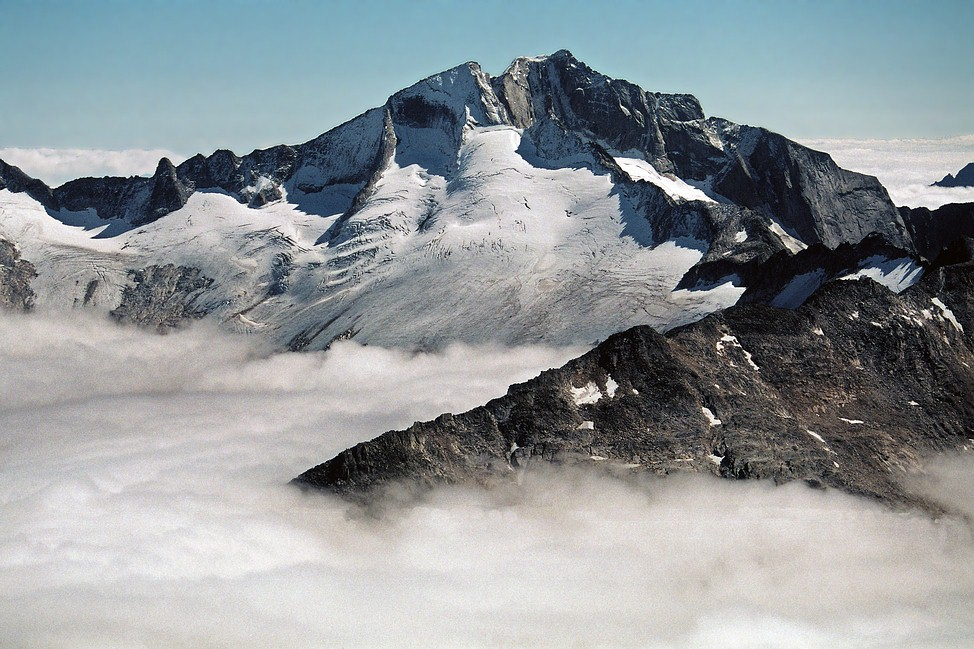

47°0′56″N 13°15′00″E / 47.01556°N 13.25000°E
霍夏爾姆峰（德語：Hochalmspitze），是奧地利的山峰，位於該國南部，由克恩頓州負責管轄，屬於高地陶恩山脈的一部分，海拔高度3,360米，人類在1859年首次登頂。